# Luzenac
Ne doit pas être confondu avec Luzenac de Moulis ou Luzenac Ariège Pyrénées.
Luzenac est une commune française, située dans le département de l'Ariège en région Occitanie.
La commune possède un patrimoine naturel remarquable : un site Natura 2000  et sept zones naturelles d'intérêt écologique, faunistique et floristique.
Elle est notamment connue pour l'exploitation de ses mines de talc et son équipe de football Luzenac Ariège Pyrénées.

## Géographie

### Localisation
La commune de Luzenac se trouve dans le département de l'Ariège, en région Occitanie.
Sur le plan historique et culturel, Luzenac fait partie du pays du Sabarthès, structuré par la haute vallée de l'Ariège en amont du pays de Foix avec Tarascon-sur-Ariège comme ville principale.
Proche de la frontière entre la France et Andorre, la commune se situe à 26 km à vol d'oiseau de Foix, préfecture du département, et à 8 km d'Ax-les-Thermes.
La commune se trouve dans la zone d'emploi de Foix - Pamiers et dans le bassin de vie de Tarascon-sur-Ariège.

### Communes limitrophes
Les communes limitrophes sont Aston, Garanou, Lassur, Perles-et-Castelet, Savignac-les-Ormeaux, Unac et Vernaux.

### Géologie et relief
La commune est située dans les Pyrénées, une chaîne montagneuse jeune, érigée durant l'ère tertiaire (il y a 40 millions d'années environ), en même temps que les Alpes. Elle est traversée par la Faille nord-pyrénéenne, qui sépare la Zone axiale pyrénéenne (ZA) ou haute chaîne primaire de la Zone nord-pyrénéenne (ZNP), au nord. Les terrains affleurants sur le territoire communal sont constitués de roches pour partie sédimentaires et pour partie métamorphiques datant pour certaines du Paléozoïque, une ère géologique qui s'étend de −541 à −252,2 Ma (millions d'années), et pour d'autres du Protérozoïque, le dernier éon du Précambrien sur l’échelle des temps géologiques. La structure détaillée des couches affleurantes est décrite dans la feuille « n°1087 - Vicdessos » de la carte géologique harmonisée au 1/50 000ème du département de l'Ariège, et sa notice associée.
La superficie cadastrale de la commune publiée par l’Insee, qui sert de références dans toutes les statistiques, est de 26,43 km2,. La superficie géographique, issue de la BD Topo, composante du Référentiel à grande échelle produit par l'IGN, est quant à elle de 26,54 km2. Son relief est particulièrement escarpé puisque la dénivelée maximale atteint 1 653 mètres. L'altitude du territoire varie entre 594 m et 2 247 m.

### Hydrographie

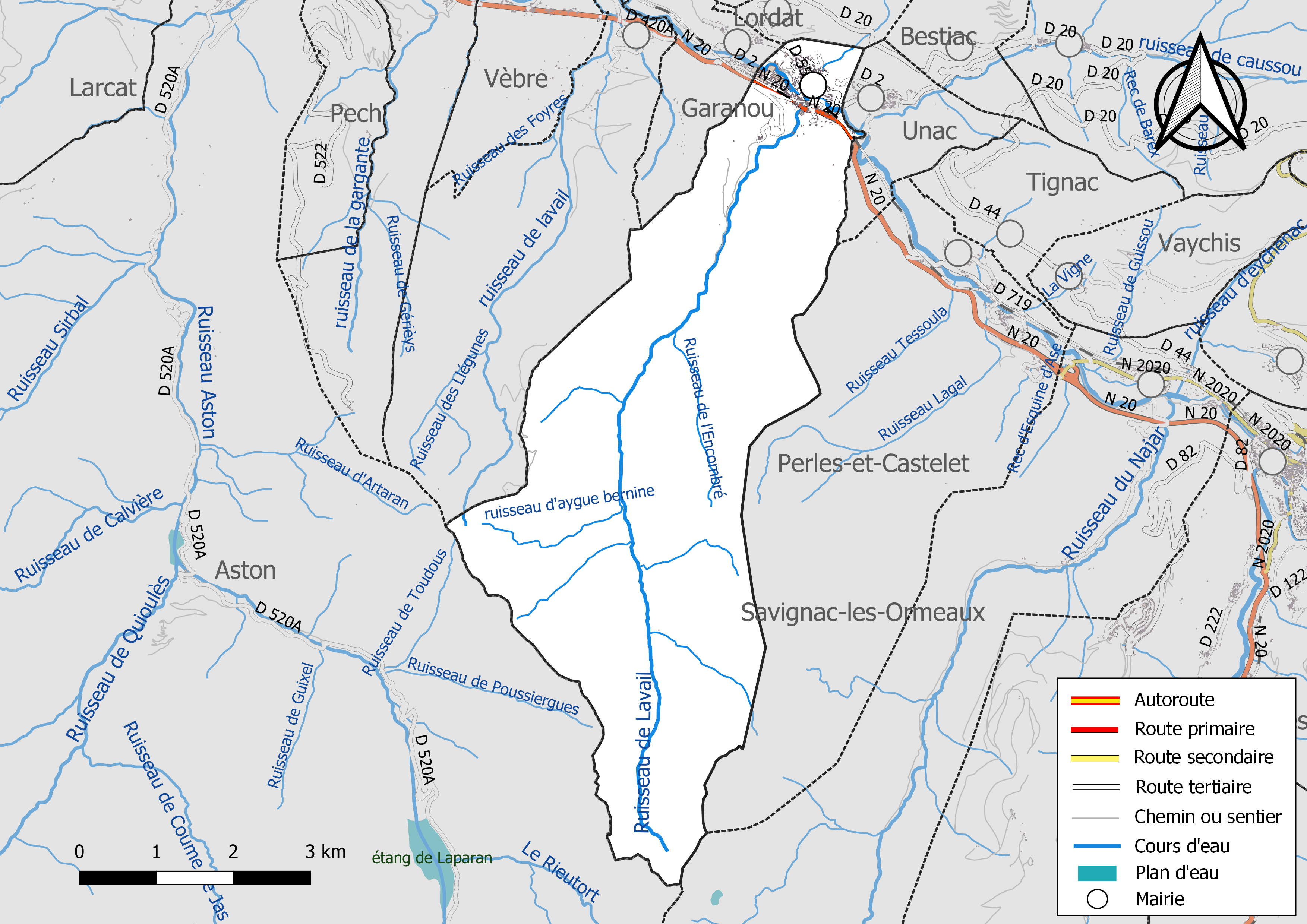
Réseaux hydrographique et routier de Luzenac.

La commune est dans le bassin versant de la Garonne, au sein du bassin hydrographique Adour-Garonne. Elle est drainée par l'Ariège, le ruisseau de Lavail, le ruisseau de caussou, le ruisseau d'aygue bernine, le ruisseau de Barané, le ruisseau de l'Encombré, le ruisseau de l'Uscladeille et par divers petits cours d'eau, constituant un réseau hydrographique de 25 km de longueur totale,.
L'Ariège, d'une longueur totale de 162,91 km, prend sa source dans la commune de Porta et s'écoule du sud vers le nord. Elle traverse la commune et se jette dans la Garonne à Portet-sur-Garonne, après avoir traversé 56 communes.
Le ruisseau de Lavail, d'une longueur totale de 11,4 km, est entièrement situé sur la commune. Il prend sa source au droit de Font Rouseillouse, à l'extrémité sud de la commune, et se jette dans l'Ariège dans le bourg de Luzenac.

### Climat
Pour des articles plus généraux, voir Climat de l'Occitanie et Climat de l'Ariège.
En 2010, le climat de la commune est de type climat océanique altéré, selon une étude s'appuyant sur une série de données couvrant la période 1971-2000. En 2020, Météo-France publie une typologie des climats de la France métropolitaine dans laquelle la commune est exposée à un climat de montagne et est dans la région climatique Pyrénées centrales, caractérisée par une pluviométrie annuelle de 1 000 à 1 200 mm.
Pour la période 1971-2000, la température annuelle moyenne est de 11,3 °C, avec  une amplitude thermique annuelle de 14,8 °C. Le cumul annuel moyen de précipitations est de 925 mm, avec 8,7 jours de précipitations en janvier et 6,6 jours en juillet. Pour la période 1991-2020 la température moyenne annuelle observée sur la station météorologique la plus proche, située sur la commune d'Aston à 8 km à vol d'oiseau, est de 5,9 °C et le cumul annuel moyen de précipitations est de 1 103,9 mm,. Pour l'avenir, les paramètres climatiques de la commune estimés pour 2050 selon différents scénarios d’émission de gaz à effet de serre sont consultables sur un site dédié publié par Météo-France en novembre 2022.

### Milieux naturels et biodiversité

#### Réseau Natura 2000

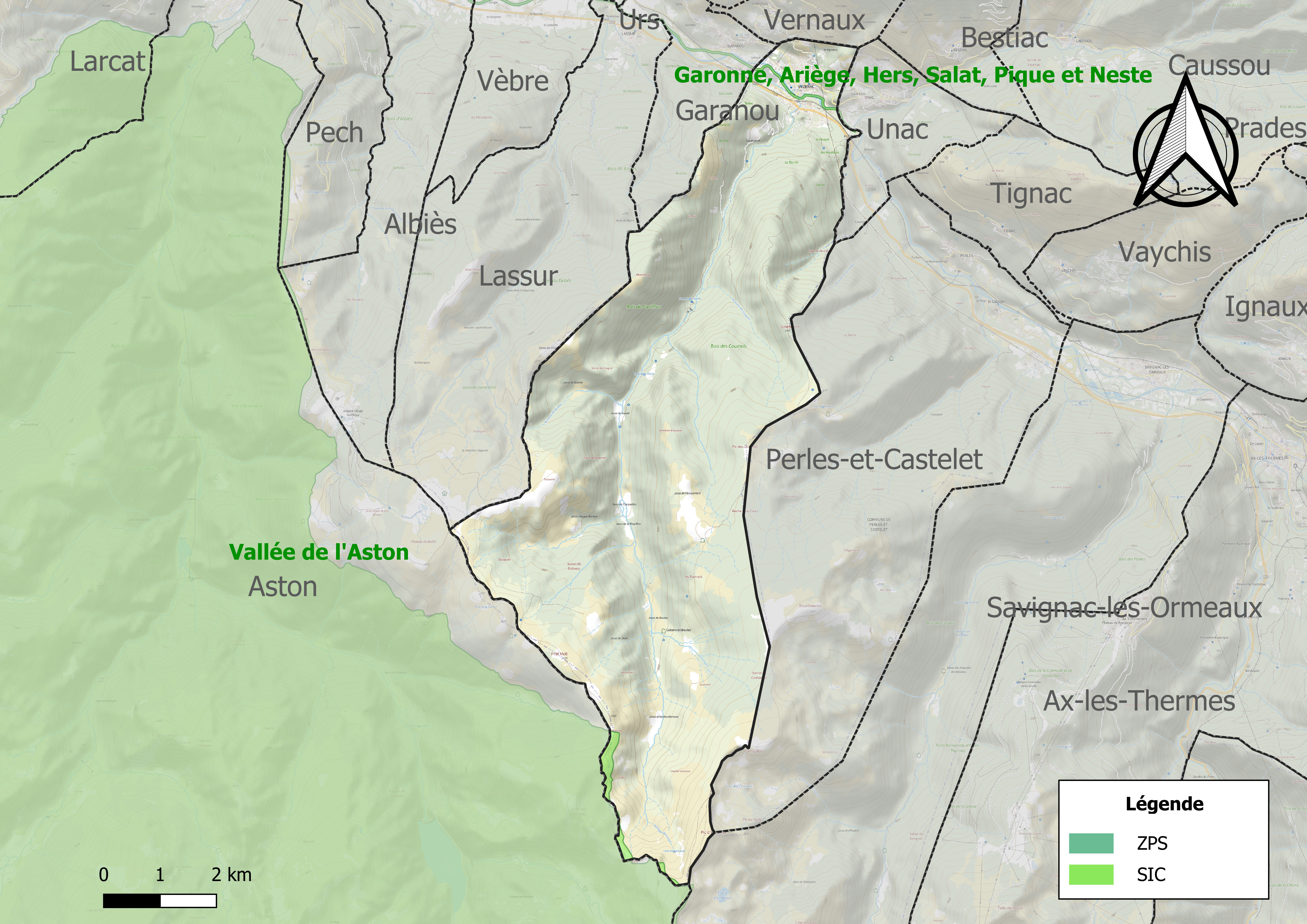
Site Natura 2000 sur le territoire communal.

Le réseau Natura 2000 est un réseau écologique européen de sites naturels d'intérêt écologique élaboré à partir des directives habitats et oiseaux, constitué de zones spéciales de conservation (ZSC) et de zones de protection spéciale (ZPS).
Un site Natura 2000 a été défini sur la commune au titre de la directive habitats : « Garonne, Ariège, Hers, Salat, Pique et Neste », d'une superficie de 9 581 ha, un réseau hydrographique pour les poissons migrateurs, avec des zones de frayères actives et potentielles importantes pour le Saumon en particulier qui fait l'objet d'alevinages réguliers et dont des adultes atteignent déjà Foix sur l'Ariège.

#### Zones naturelles d'intérêt écologique, faunistique et floristique
L’inventaire des zones naturelles d'intérêt écologique, faunistique et floristique (ZNIEFF) a pour objectif de réaliser une couverture des zones les plus intéressantes sur le plan écologique, essentiellement dans la perspective d’améliorer la connaissance du patrimoine naturel national et de fournir aux différents décideurs un outil d’aide à la prise en compte de l’environnement dans l’aménagement du territoire.
Quatre ZNIEFF de type 1 sont recensées sur la commune :
- le « cours de l'Ariège » (1 341 ha), couvrant 112 communes dont 86 dans l'Ariège et 26 dans la Haute-Garonne[26] ;
- les « quiès calcaires d'Albiès à Caussou » (1 328 ha), couvrant 14 communes du département[27] ;
- la « rive gauche de la haute vallée de l'Ariège » (16 207 ha), couvrant 14 communes du département[28] ;
- la « vallée de l'Aston » (16 077 ha), couvrant 13 communes du département[29] ;

et trois ZNIEFF de type 2, : 
- « L'Ariège et ripisylves » (1 975 ha), couvrant 56 communes dont 43 dans l'Ariège et 13 dans la Haute-Garonne[30] ;
- le « massif de l'Aston et haute vallée de l'Ariège » (0 ha), couvrant 24 communes dont 22 dans l'Ariège et 2 dans les Pyrénées-Orientales[31] ;
- les « parois calcaires et quiès de la haute vallée de l'Ariège » (9 891 ha), couvrant 40 communes du département[32].

Carte des ZNIEFF de type 1 et 2 à Luzenac.
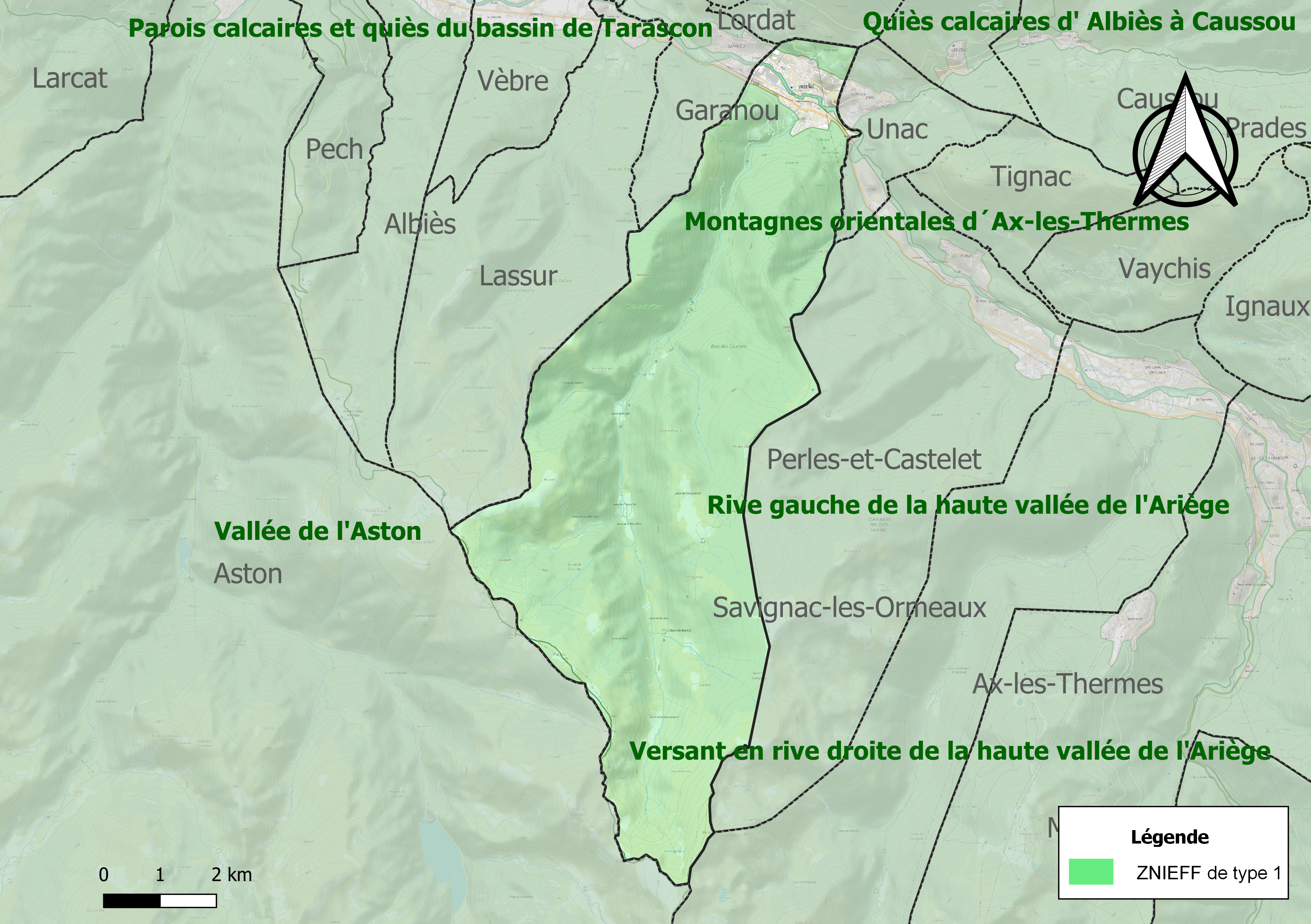
Carte des ZNIEFF de type 1 sur la commune.
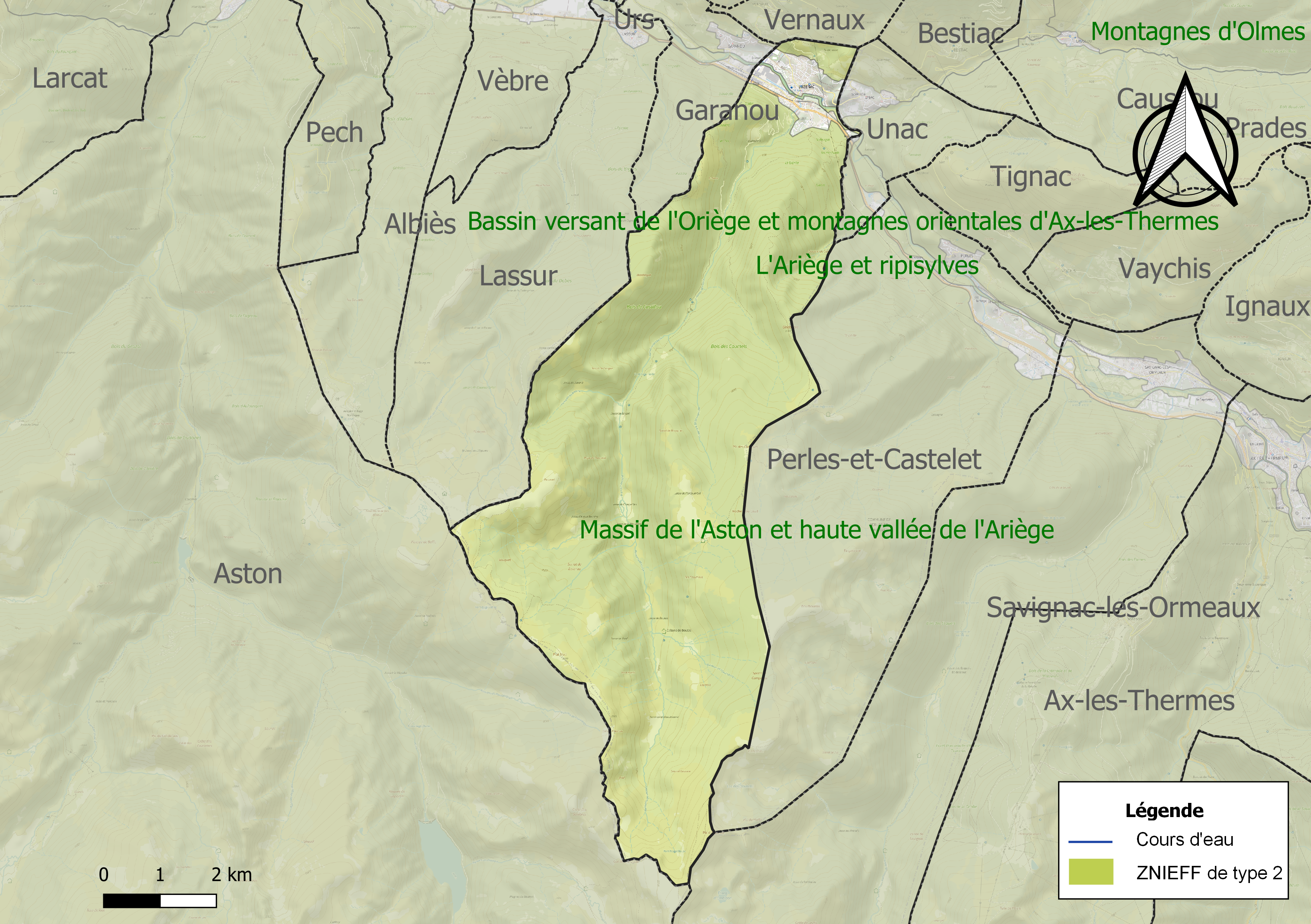
Carte des ZNIEFF de type 2 sur la commune.

## Urbanisme

### Typologie
Au 1er janvier 2024, Luzenac est catégorisée commune rurale à habitat dispersé, selon la nouvelle grille communale de densité à 7 niveaux définie par l'Insee en 2022.
Elle est située hors unité urbaine et hors attraction des villes,.

### Occupation des sols

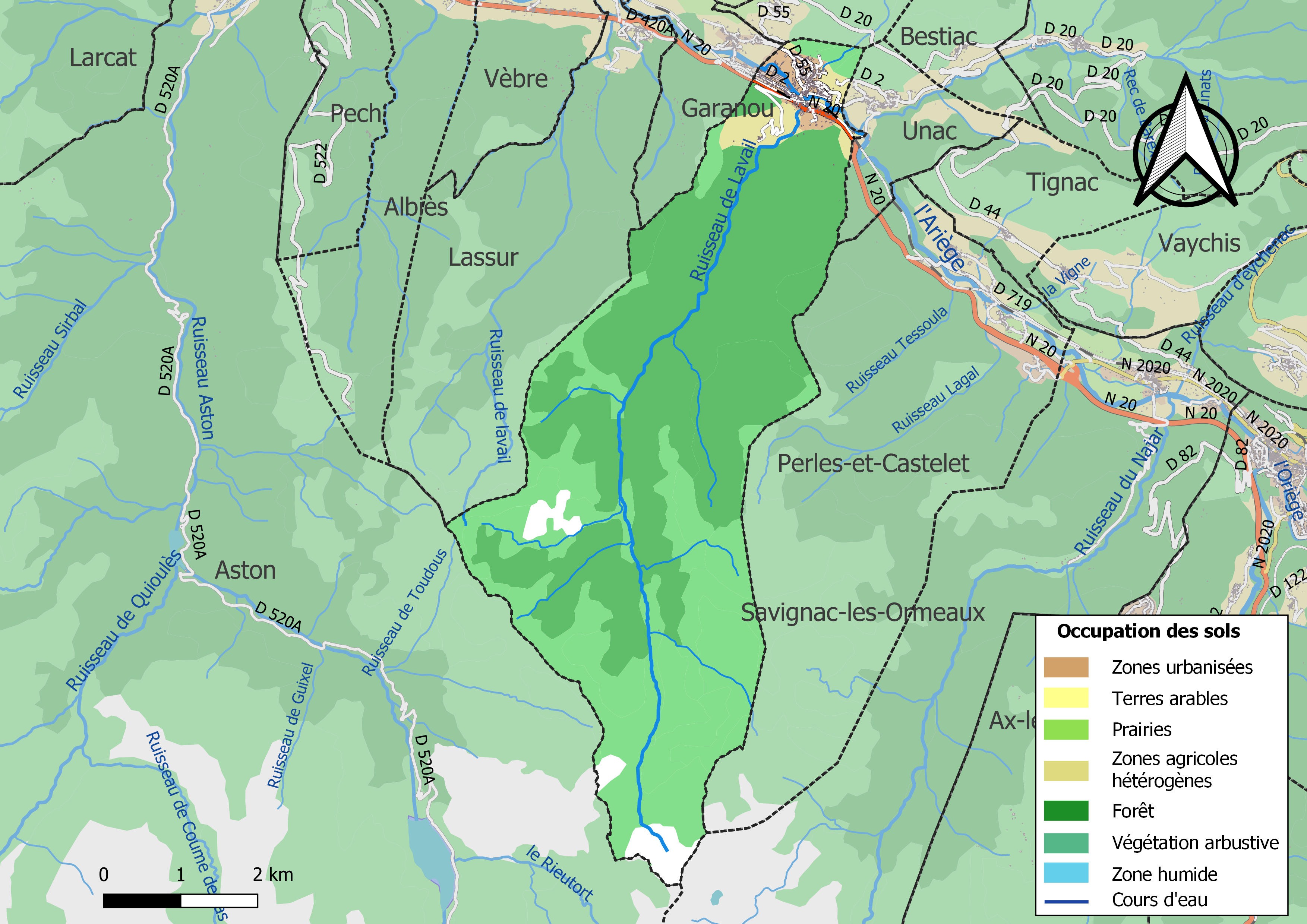
Carte des infrastructures et de l'occupation des sols de la commune en 2018 (CLC).

L'occupation des sols de la commune, telle qu'elle ressort de la base de données européenne d’occupation biophysique des sols Corine Land Cover (CLC), est marquée par l'importance des forêts et milieux semi-naturels (95 % en 2018), en diminution par rapport à 1990 (96,6 %).
La répartition détaillée en 2018 est la suivante : forêts (53,8 %), milieux à végétation arbustive et/ou herbacée (38,2 %), espaces ouverts, sans ou avec peu de végétation (3 %), zones agricoles hétérogènes (2,8 %), zones urbanisées (2,2 %).
L'évolution de l’occupation des sols de la commune et de ses infrastructures peut être observée sur les différentes représentations cartographiques du territoire : la carte de Cassini (XVIIIe siècle), la carte d'état-major (1820-1866) et les cartes ou photos aériennes de l'IGN pour la période actuelle (1950 à aujourd'hui).

### Habitat et logement
En 2021, le nombre total de logements dans la commune était de 424, alors qu'il était de 459 en 2016 et de 460 en 2011.
Parmi ces logements, 53,8 % étaient des résidences principales, 41,4 % des résidences secondaires et 4,8 % des logements vacants. Ces logements étaient pour 68,5 % d'entre eux des maisons individuelles et pour 31,2 % des appartements.
Le tableau ci-dessous présente la typologie des logements à Luzenac en 2021 en comparaison avec celle de l'Ariège et de la France entière. Une caractéristique marquante du parc de logements est ainsi une proportion de résidences secondaires et logements occasionnels (41,4 %) supérieure à celle du département (24,5 %) et à celle de la France entière (9,7 %).
| Typologie                                               | Luzenac | Ariège | France entière |
| ------------------------------------------------------- | ------- | ------ | -------------- |
| Résidences principales (en %)                           | 53,8    | 66,4   | 82,2           |
| Résidences secondaires et logements occasionnels (en %) | 41,4    | 24,5   | 9,7            |
| Logements vacants (en %)                                | 4,8     | 9      | 8,1            |

### Voies de communication et transports
On accède à la commune par la RN 20.
La gare de Luzenac - Garanou, située sur la ligne de Portet-Saint-Simon à Puigcerda (frontière), est desservie quotidiennement par le train Intercités grande ligne qui circule entre les gares de Paris-Austerlitz et Latour-de-Carol - Enveitg. Elle est également une gare régionale desservie par des trains TER Occitanie qui effectuent des missions entre les gares de Toulouse-Matabiau et de Latour-de-Carol - Enveitg.

### Risques majeurs
Le territoire de la commune de Luzenac est vulnérable à différents aléas naturels : inondations, climatiques (grand froid ou canicule), feux de forêts, mouvements de terrains, avalanche  et séisme (sismicité moyenne). Il est également exposé à deux risques technologiques,  le transport de matières dangereuses et la rupture d'un barrage, et à un risque particulier, le risque radon,.

### Risques naturels et technologiques

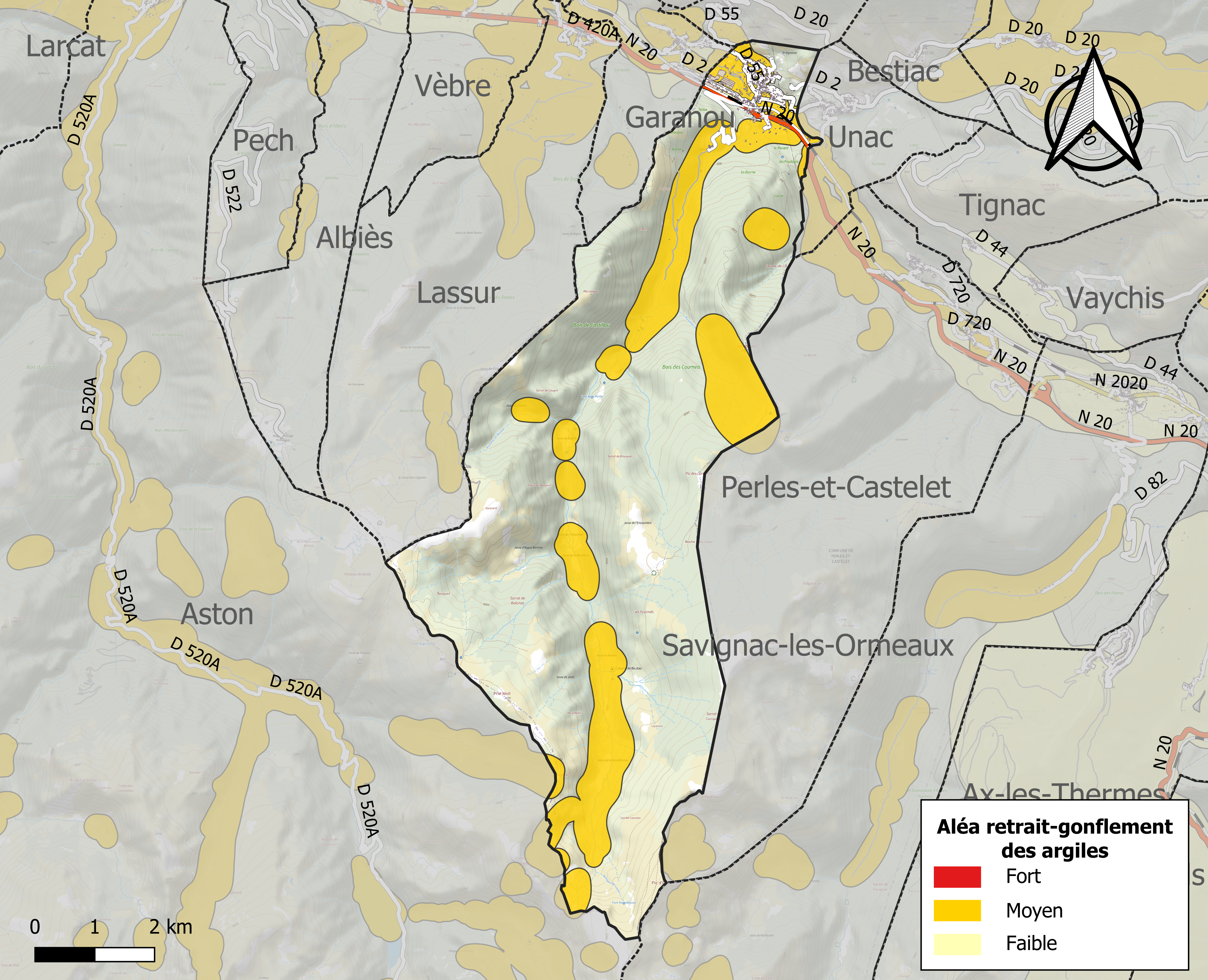
Zonage de l'aléa retrait-gonflement des argiles sur la commune de Luzenac.

Certaines parties du territoire communal sont susceptibles d’être affectées par le risque d’inondation par débordement, crue torrentielle d'un cours d'eau, l'Ariège, ou ruissellement d'un versant. L’épisode de crue le plus marquant dans le département reste sans doute celui de 1875. Parmi les inondations marquantes plus récentes concernant le cours d'eau de l'Ariège figurent la crue torrentielle de 1982 et les inondations de plaine de 1996 et de 2005 de la Basse vallée de l'Ariège.
Les mouvements de terrains susceptibles de se produire sur la commune sont soit des chutes de blocs, soit des glissements de terrains, soit des mouvements liés au retrait-gonflement des argiles. Près de 50 % de la superficie du département est concernée par l'aléa retrait-gonflement des argiles, dont la commune de Luzenac. L'inventaire national des cavités souterraines permet par ailleurs de localiser celles situées sur la commune.
Ces risques naturels sont pris en compte dans l'aménagement du territoire de la commune par le biais d'un plan de prévention des risques (PPR) inondation et mouvement de terrain approuvé le 21 février 2014.

#### Risques technologiques
Le risque de transport de matières dangereuses par une infrastructure routière ou ferroviaire ou par une canalisation de transport de gaz concerne la commune. Un accident se produisant sur une telle infrastructure est en effet susceptible d’avoir des effets graves au bâti ou aux personnes jusqu’à 350 m, selon la nature du matériau transporté. Des dispositions d’urbanisme peuvent être préconisées en conséquence.
Dans le département de l’Ariège on dénombre cinq grands barrages susceptibles d’occasionner des dégâts en cas de rupture. La commune fait partie des 80 communes susceptibles d’être touchées par l’onde de submersion consécutive à la rupture d’un de ces barrages.

#### Risque particulier
Dans plusieurs parties du territoire national, le radon, accumulé dans certains logements ou autres locaux, peut constituer une source significative d’exposition de la population aux rayonnements ionisants. Toutes les communes du département sont concernées par le risque radon à un niveau plus ou moins élevé. Selon la classification de 2018, la commune de Luzenac est classée en zone 3, à savoir zone à potentiel radon significatif.

## Toponymie
La commune est dénommée en occitan Lusenac.

## Histoire

### Moyen Âge
La première mention du village date de 1074, lorsque le comte Roger II de Foix donne la ville de « Lusinac » à l'abbaye de Cluny. En 1244, le seigneur local, Guillaume-Bernard de Luzenac, fait serment au comte de Foix. Le château de ce noble, situé au lieu-dit « Castella » à Luzenac, a aujourd'hui disparu et n'est plus cité après le XIVe siècle.
En 1390, le village compte 22 feux, un moulin et le seigneur Guilhem-Bernat de Luzenac est alors capitaine de la ville de Foix. Durant le XVe siècle, c'est la famille de Miglos qui possède la seigneurie de Luzenac. Elle y fait construire la forge de Sordatel, dont les ruines ont été retrouvés lors de travaux.
Un hommage de 1402 à Archambaud de Grailly et à Isabelle, comte et comtesse de Foix, donne à Pons de Villemur les possessions de Luzenac ainsi que Saint-Paul, Belmont, Urs, Vaychis, Ascou, Sorgeat, et Siguer, Larnat, Bonnac, le port de Saverdun et Verniolle.
La seigneurie de Luzenac ressortissait de la châtellenie de Lordat en 1450.

### Temps modernes
Au XVIIIe siècle, c'est Louis Gaspard de Salles qui récupère la seigneurie[réf. nécessaire].

### Époque contemporaine
Le village, d'abord connu pour ses ardoisières, se développe avec l'exploitation du gisement de talc de Trimouns datant de la fin du XIXe siècle. En 1936, le club de football Luzenac Ariège Pyrénées est créé.
Un second village existait dans l'actuelle commune de Luzenac, Sourtadeil (cité en 1272), aujourd'hui fondu dans le village de Luzenac.

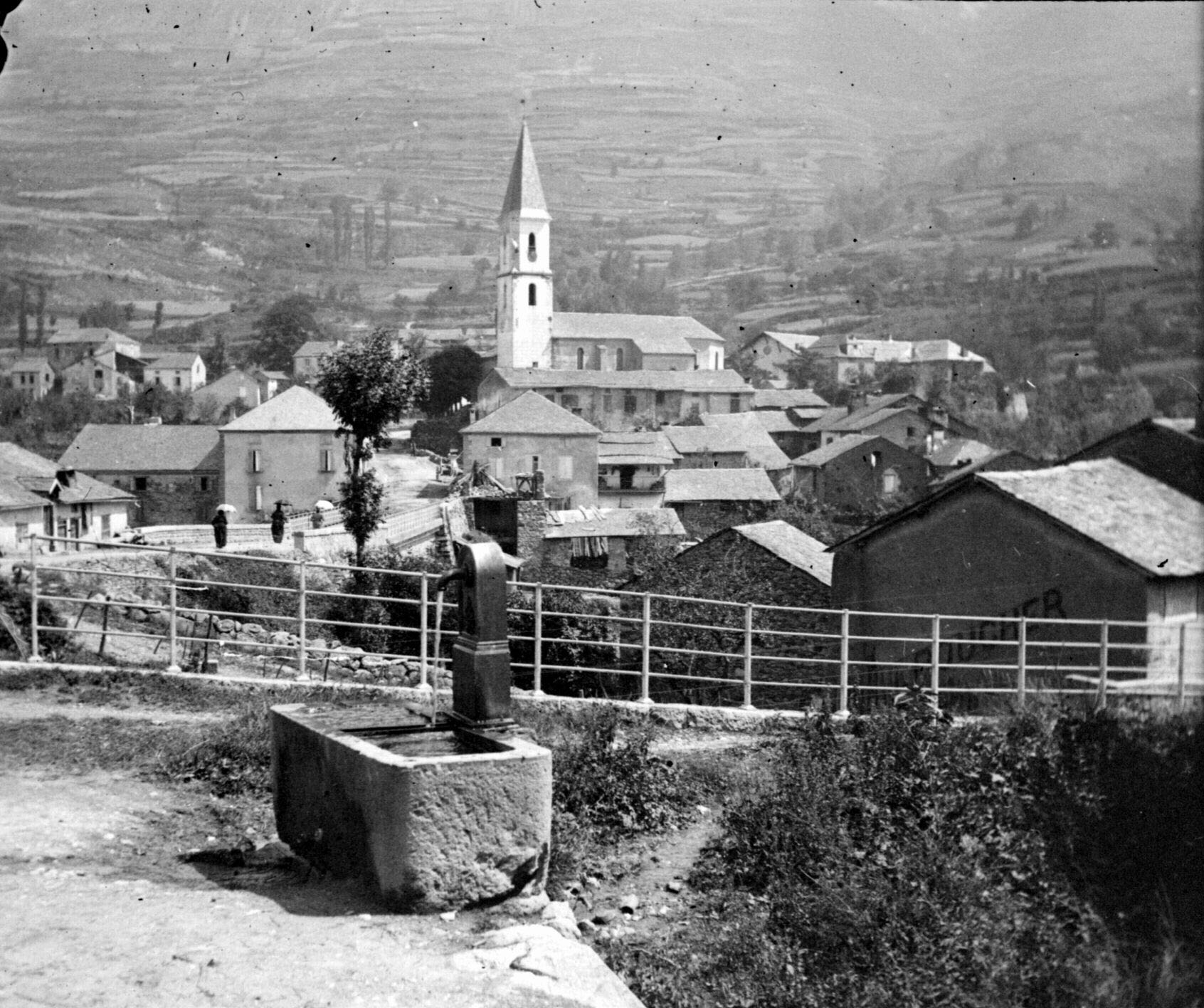
Luzenac en 1900.
L'arrivée du câble 1906 Eugène Trutat.
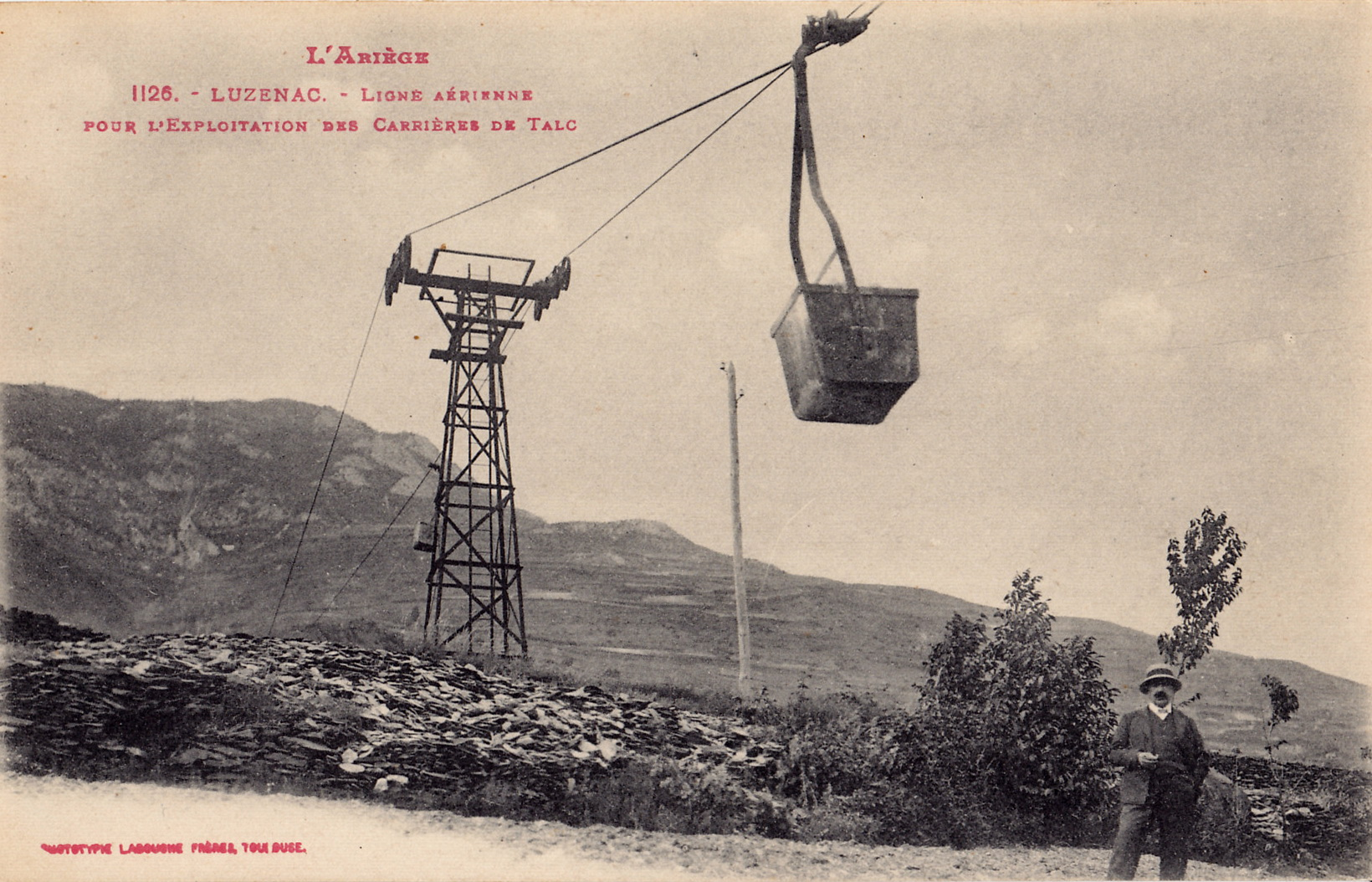
Transport du talc par téléphérique, au début du XXe siècle.

## Politique et administration

### Rattachements administratifs et électoraux

#### Rattachements administratifs
La commune se trouve dans l'arrondissement de Foix du département de l'Ariège.
Elle faisait partie depuis 1793 du canton des Cabannes. Dans le cadre du redécoupage cantonal de 2014 en France, cette circonscription administrative territoriale a disparu, et le canton n'est plus qu'une circonscription électorale.

#### Rattachements électoraux
Pour les élections départementales, la commune fait partie depuis 2014 du canton de Haute-Ariège.
Pour l'élection des députés, elle fait partie de la première circonscription de l'Ariège, depuis le redécoupage électoral de 1986.

### Intercommunalité
Luzenac était membre de la communauté de communes des Vallées d'Ax, un établissement public de coopération intercommunale (EPCI) à fiscalité propre créé en 2002 et auquel la commune avait transféré un certain nombre de ses compétences, dans les conditions déterminées par le code général des collectivités territoriales.
Dans le cadre des dispositions de la loi portant nouvelle organisation territoriale de la République du 7 août 2015, qui prévoit que les établissements publics de coopération intercommunale (EPCI) à fiscalité propre doivent avoir un minimum de 15 000 habitants, cette intercommunalité a fusionné avec ses voisines  pour former, le 1er janvier 2017, la communauté de communes de la Haute-Ariège, dont est désormais membre la commune.

### Administration municipale
Le nombre d'habitants au dernier recensement étant compris entre 500 et 1 499, le nombre de membres du conseil municipal est de 15, y compris le maire et ses adjoints.

### Liste des maires
| Période                                  | Période                   | Identité              | Étiquette | Qualité |
| ---------------------------------------- | ------------------------- | --------------------- | --------- | --- |
| Les données manquantes sont à compléter. |                           |                       |           | |
| 1792                                     | 1798                      | Paul Cassagne         |           | |
| 1798                                     | 1799                      | Jean Baptiste Rouzaud |           | |
| 1799                                     | 1801                      | Jean Pierre Mourié    |           | |
| 1801                                     | 1815                      | Jean Baptiste Rouzaud |           | |
| 1815                                     | 1816                      | Jean Pierre Alzieu    |           | |
| 1816                                     | 1821                      | Jean Pierre Mourié    |           | |
| 1821                                     | 1830                      | Joseph Vergé          |           | |
| 1830                                     | 1830                      | Jean Baptiste Gentil  |           | |
| 1830                                     | 1832                      | Jean Ainé Rouzaud     |           | |
| 1832                                     | 1846                      | Jean Rouzaud          |           | |
| 1846                                     | 1847                      | Jean Baptiste Sirgan  |           | |
| 1847                                     | 1863                      | Jean Rouzaud          |           | |
| 1863                                     | 1870                      | Baptiste Mourié       |           | |
| 1870                                     | 1874                      | Félicien Mourié       |           | |
| 1874                                     | 1875                      | Jean Baptiste Mourié  |           | |
| 1875                                     | 1876                      | Cyprien Rouzaud       |           | |
| 1876                                     | 1888                      | Félicien Mourié       |           | |
| 1888                                     | 1893                      | Noël Raury            |           | |
| 1893                                     | 1895                      | Julien Dumas          |           | Avocat à Toulouse, magistrat et journaliste, antidreyfusard Député de l'Ariège (1893 → 1898)                                                               |
| 1895                                     | 1896                      | Justin Mourié         |           | |
| 1896                                     | 1901                      | Jean Brune Rouzaud    |           | |
| 1901                                     | 1906                      | Guillaume Goizé       |           | |
| 1906                                     | 1925                      | Narcisse Espy         |           | |
| 1925                                     | 1929                      | Auguste Champeu       |           | |
| 1929                                     | 1944                      | Louis Sirgan          | Rad.      | Négociant Conseiller général des Cabannes (1930 → 1940) |
| 1944                                     | 1947                      | Joseph Vila           |           | |
| 1947                                     | 1960                      | Marcel Depeyre        |           | |
| 1960                                     | 1971                      | René Espy             | SFIO      | Conseiller général des Cabannes (1964 → 1972) |
| 1971                                     | 1974                      | Pierre Bey            |           | |
| 1974                                     | 1977                      | Sylvain Durand        |           | |
| 1977                                     | En cours (au 6 juin 2023) | Christian Loubet      | PS        | Retraité de l'enseignement Conseiller général des Cabannes (2001 → 2015) Président de la CC des Vallées d'Ax (2002 → 2014) Réélu pour le mandat 2020-2026, |

### Jumelage
Luzenac est jumelée avec :
- Lassing (Autriche) depuis 1979.

## Équipements et services publics

### Enseignement
Luzenac est située dans l'académie de Toulouse.
La commune administre une école maternelle et une école élémentaire communales regroupant 72 élèves en 2013-2014.

## Population et société
Ses habitants sont appelés les Luzenaciens. Le terme Luzenaçois est lui aussi parfois employé, mais à mauvais escient[pourquoi ?].

### Démographie
L'évolution du nombre d'habitants est connue à travers les recensements de la population effectués dans la commune depuis 1793. Pour les communes de moins de 10 000 habitants, une enquête de recensement portant sur toute la population est réalisée tous les cinq ans, les populations de référence des années intermédiaires étant quant à elles estimées par interpolation ou extrapolation. Pour la commune, le premier recensement exhaustif entrant dans le cadre du nouveau dispositif a été réalisé en 2005.

En 2022, la commune comptait 514 habitants, en évolution de +1,18 % par rapport à 2016 (Ariège : +1,48 %, France hors Mayotte : +2,11 %).
| 1793 | 1800 | 1806 | 1821 | 1831 | 1836 | 1841 | 1846 | 1851 |
| ---- | ---- | ---- | ---- | ---- | ---- | ---- | ---- | ---- |
| 773  | 227  | 332  | 302  | 384  | 426  | 475  | 506  | 504  |

| 1856 | 1861 | 1866 | 1872 | 1876 | 1881 | 1886 | 1891 | 1896 |
| ---- | ---- | ---- | ---- | ---- | ---- | ---- | ---- | ---- |
| 461  | 450  | 413  | 378  | 358  | 457  | 413  | 348  | 379  |

| 1901 | 1906 | 1911 | 1921 | 1926 | 1931 | 1936 | 1946 | 1954 |
| ---- | ---- | ---- | ---- | ---- | ---- | ---- | ---- | ---- |
| 420  | 456  | 516  | 507  | 545  | 573  | 543  | 464  | 785  |

| 1962 | 1968 | 1975 | 1982 | 1990 | 1999 | 2005 | 2006 | 2010 |
| ---- | ---- | ---- | ---- | ---- | ---- | ---- | ---- | ---- |
| 898  | 956  | 848  | 816  | 690  | 632  | 643  | 638  | 551  |

| 2015 | 2020 | 2022 | - | - | - | - | - | - |
| ---- | ---- | ---- | - | - | - | - | - | - |
| 499  | 513  | 514  | - | - | - | - | - | - |

### Sports et loisirs

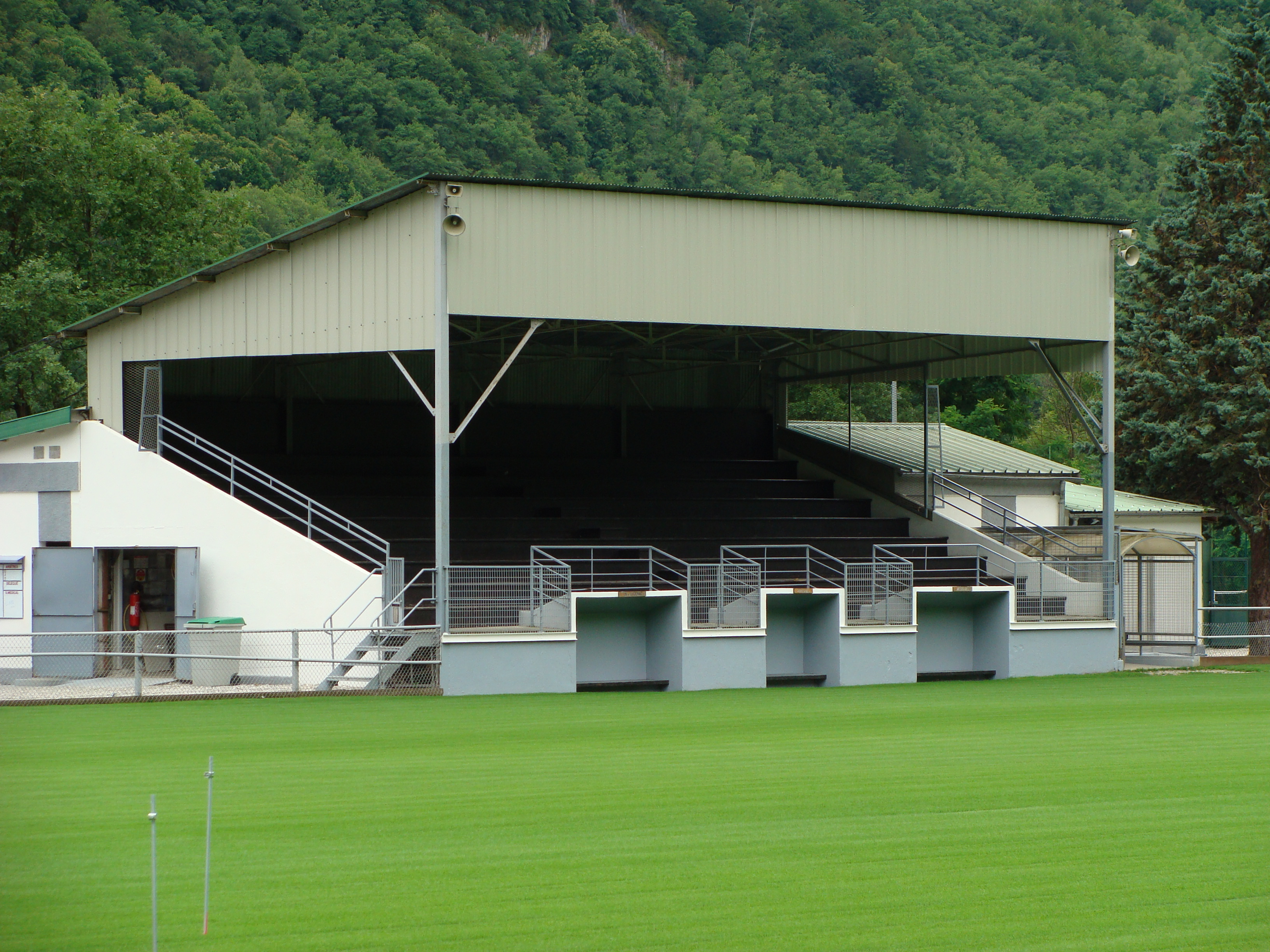
Tribunes du stade Paul-Fédou

- Football : Le club de football Luzenac Ariège Pyrénées a évolué dans le championnat de France National de la saison 2009-2010 à la saison saison 2013-2014. Le 18 avril 2014, grâce à une victoire sur Boulogne, le club valide alors sa montée sportive en Ligue 2. Cependant, en juin et juillet 2014, pour des questions budgétaires, la Direction nationale du contrôle de gestion (DNCG) refuse la montée du club et le Comité national olympique et sportif français, saisi en appel, rend également un avis défavorable. En août, après référé du club devant le tribunal administratif de Toulouse, la DNCG donne finalement son aval à l’octroi du statut professionnel. Mais, malgré la mobilisation de nombreuses personnalités notamment politiques, jusqu'au secrétaire d'État aux sports Thierry Braillard, cet avis est contredit par deux décisions de la  Ligue de football professionnel (du 8 et 27 août 2014) qui refuse définitivement l'accès à la Ligue 2 au motif que « le club ne dispose pas d'un stade répondant aux normes réglementaires de sécurité ». Le 4 septembre 2014, l'ultime espoir de Luzenac devant la juridiction administrative, saisie une nouvelle fois contre la décision de la Ligue, se solde par un échec[Note 6],[60]. Prenant acte de cette décision du tribunal, le club demande alors à la Fédération Française de Football sa réintégration en National, laquelle est refusée le 10 septembre 2014. C'est le coup de grâce, la société anonyme gestionnaire jette l'éponge. Relégué en division d'honneur régionale et sans équipe première, le club, à reconstruire, voit son avenir compromis tandis que le secrétaire d'État aux sports indique, au vu du cas Luzenac, vouloir réformer les procédures d'accession des clubs amateurs vers les Ligues professionnelles[61]. 
À l'issue de la saison 2016-2017, le club accède à nouveau au premier niveau du championnat national : le National 3 (ex. CFA2) soit la 5e division. Le 31 août 2019 la décision de la LFP est annulée par justice, le Luzenac AP aurait dû évoluer en Ligue 2[62].
- Cyclisme : Passage de la 14e étape du Tour de France 2007, 8e étape du Tour de France 2009 et la Ronde de l'Isard d'Ariège 2009.
- Tennis : Tennis Club de Luzenac.

## Économie

### Revenus de la population et fiscalité
En 2018, la commune compte 211 ménages fiscaux, regroupant 446 personnes. La médiane du revenu disponible par unité de consommation est de 21 950 € (19 820 € dans le département).

### Emploi
| Division       | 2008  | 2013   | 2018   |
| -------------- | ----- | ------ | ------ |
| Commune        | 6,6 % | 11 %   | 8,3 %  |
| Département    | 8,9 % | 11,1 % | 11,2 % |
| France entière | 8,3 % | 10 %   | 10 %   |

En 2018, la population âgée de 15 à 64 ans s'élève à 296 personnes, parmi lesquelles on compte 72,2 % d'actifs (63,8 % ayant un emploi et 8,3 % de chômeurs) et 27,8 % d'inactifs,. Depuis 2008, le taux de chômage communal (au sens du recensement) des 15-64 ans est inférieur à celui de la France et du département.
La commune est hors attraction des villes,. Elle compte 505 emplois en 2018, contre 481 en 2013 et 517 en 2008. Le nombre d'actifs ayant un emploi résidant dans la commune est de 190, soit un indicateur de concentration d'emploi de 265,9 % et un taux d'activité parmi les 15 ans ou plus de 46 %.
Sur ces 190 actifs de 15 ans ou plus ayant un emploi, 90 travaillent dans la commune, soit 48 % des habitants. Pour se rendre au travail, 80,2 % des habitants utilisent un véhicule personnel ou de fonction à quatre roues, 2,8 % les transports en commun, 15,3 % s'y rendent en deux-roues, à vélo ou à pied et 1,7 % n'ont pas besoin de transport (travail au domicile).
En 2009, la population âgée de 15 à 64 ans s'élevait à 327 personnes, parmi lesquelles on comptait 70,3 % d'actifs dont 64,5 % ayant un emploi et 6,5 % de chômeurs.
On comptait 514 emplois dans la zone d'emploi, contre 460 en 1999. Le nombre d'actifs ayant un emploi résidant dans la zone d'emploi étant de 222, l'indicateur de concentration d'emploi est de 231,8 %, ce qui signifie que la zone d'emploi offre plus de deux emplois par habitant actif.

### Activités hors agriculture
31 établissements sont implantés  à Luzenac au 31 décembre 2019. Le tableau ci-dessous en détaille le nombre par secteur d'activité et compare les ratios avec ceux du département,.
| Secteur d'activité                                                                                        | Commune | Commune | Département |
| Secteur d'activité                                                                                        | Nombre  | %       | %           |
| --- | ------- | ------- | ----------- |
| Ensemble                                                                                                  | 31      |         |             |
| Industrie manufacturière, industries extractives et autres                                                | 6       | 19,4 %  | (12,9 %)    |
| Construction                                                                                              | 2       | 6,5 %   | (14,2 %)    |
| Commerce de gros et de détail, transports, hébergement et restauration                                    | 13      | 41,9 %  | (27,5 %)    |
| Activités immobilières                                                                                    | 1       | 3,2 %   | (4,2 %)     |
| Activités spécialisées, scientifiques et techniques et activités de services administratifs et de soutien | 3       | 9,7 %   | (13,2 %)    |
| Administration publique, enseignement, santé humaine et action sociale                                    | 4       | 12,9 %  | (14,4 %)    |
| Autres activités de services                                                                              | 2       | 6,5 %   | (8,8 %)     |

Le secteur du commerce de gros et de détail, des transports, de l'hébergement et de la restauration est prépondérant sur la commune puisqu'il représente 41,9 % du nombre total d'établissements de la commune (13 sur les 31 entreprises implantées  à Luzenac), contre 27,5 % au niveau départemental.

### Entreprises et commerces

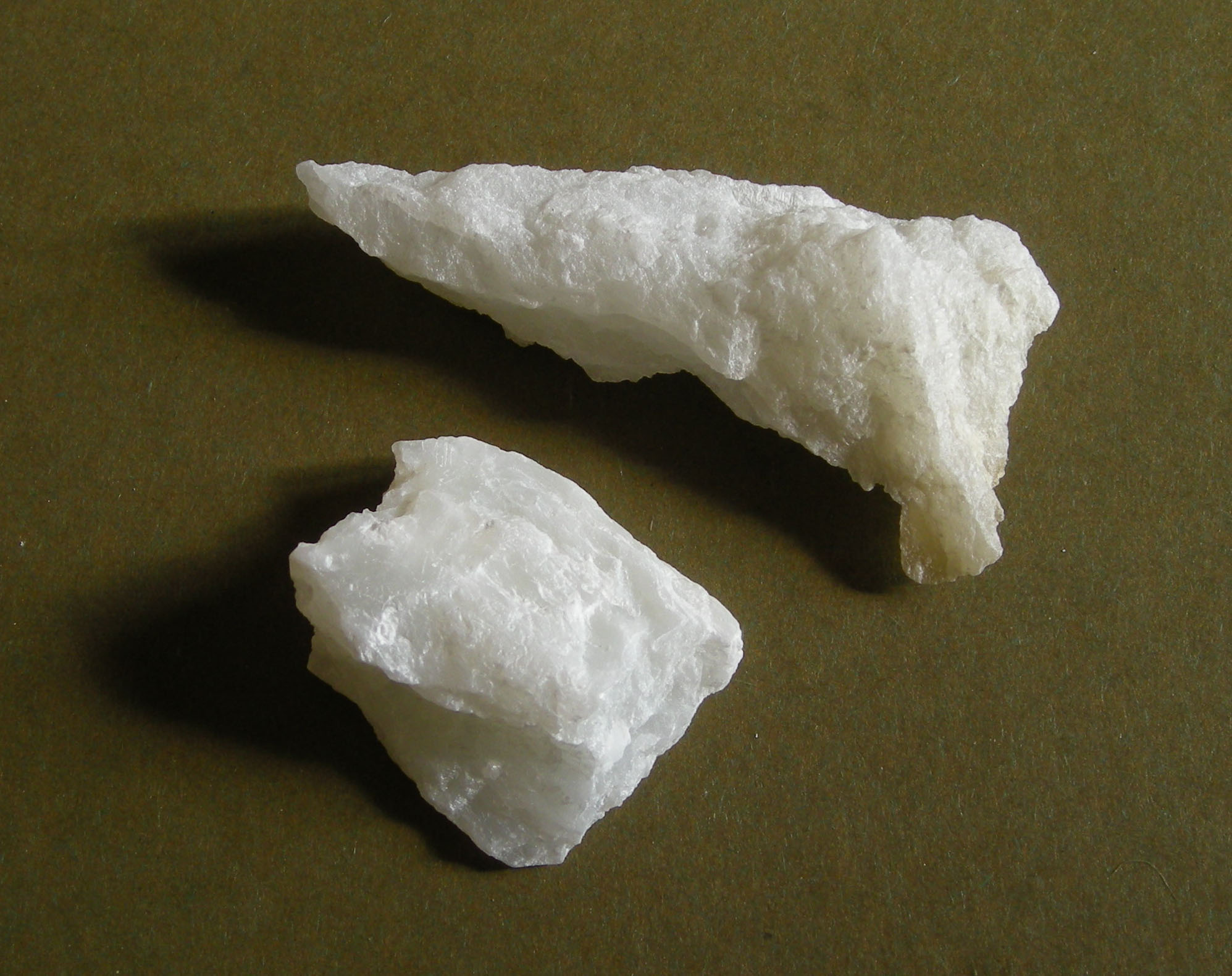
Talc de Luzenac.

Au 31 décembre 2010, Luzenac comptait 42 établissements : un dans l’agriculture-sylviculture-pêche, six dans l'industrie, un dans la construction, vingt-deux dans le commerce-transports-services divers et douze étaient relatifs au secteur administratif.
En 2011, trois entreprises ont été créées à Luzenac.
Avant l'âge d'or du talc, le village était renommé pour ses ardoisières.
Un important gisement de talc se trouve dans le massif du Saint-Barthélémy entre 1 700 et 1 850 mètres d'altitude, surplombant la vallée de l'Ariège. Ce gisement est exploité depuis le XIXe siècle et constitue aujourd'hui la plus grande carrière de talc du monde.
Aujourd'hui il doit sa réputation à la carrière de talc de Trimouns, un gisement qu'il partage cependant avec d'autres localités : Lordat, Vernaux, Bestiac, Axiat. Cette carrière produit chaque année 400 000 tonnes de talc, destinées à divers secteurs industriels (papier, peintures, plastiques, caoutchoucs, céramiques, cosmétiques). 270 salariés permanents travaillent sur le site de Luzenac, auxquels s'ajoutent 70 employés saisonniers entre avril et novembre.

### Agriculture
|                                   | 1988 | 2000 | 2010 |
| --------------------------------- | ---- | ---- | ---- |
| Exploitations                     | 5    | 3    | 2    |
| Superficie agricole utilisée (ha) | 46   | 40   | 52   |

La commune fait partie de la petite région agricole dénommée « Région pyrénéenne ». En 2010, l'orientation technico-économique de l'agriculture  sur la commune est l'élevage de bovins pour la viande. Deux exploitations agricoles ayant leur siège dans la commune sont dénombrées lors du recensement agricole de 2010 (cinq en 1988). La superficie agricole utilisée est de 52 ha.

## Culture locale et patrimoine

### Lieux et monuments
- Église Sainte-Catherine, achevée en 1656 (mais rénovée et agrandie en 1862) et dotée d'un clocher à 12 pans, d'un portail roman et de trois nefs.
- Pont sur l'Ariège mentionné depuis le début du XIVe siècle.
- La carrière de talc et son espace muséographique Talcaneô[67],[68].

- Le monument aux morts, inauguré en 1922, réalisé par Frédéric Pescaire, tailleur de pierre de Tarascon[69].

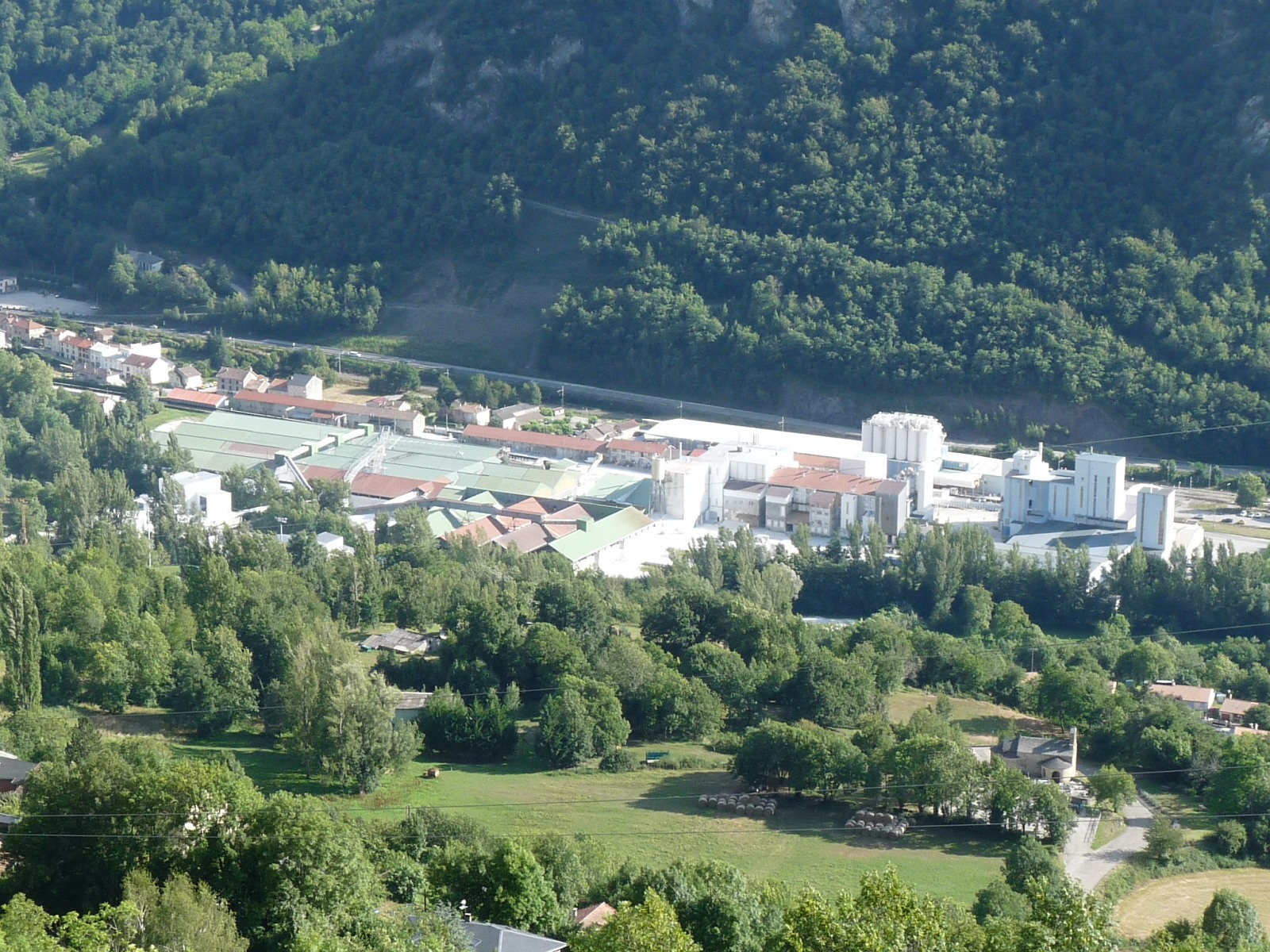
Usine de talc, Luzenac, Ariège, France. Vue depuis Lordat
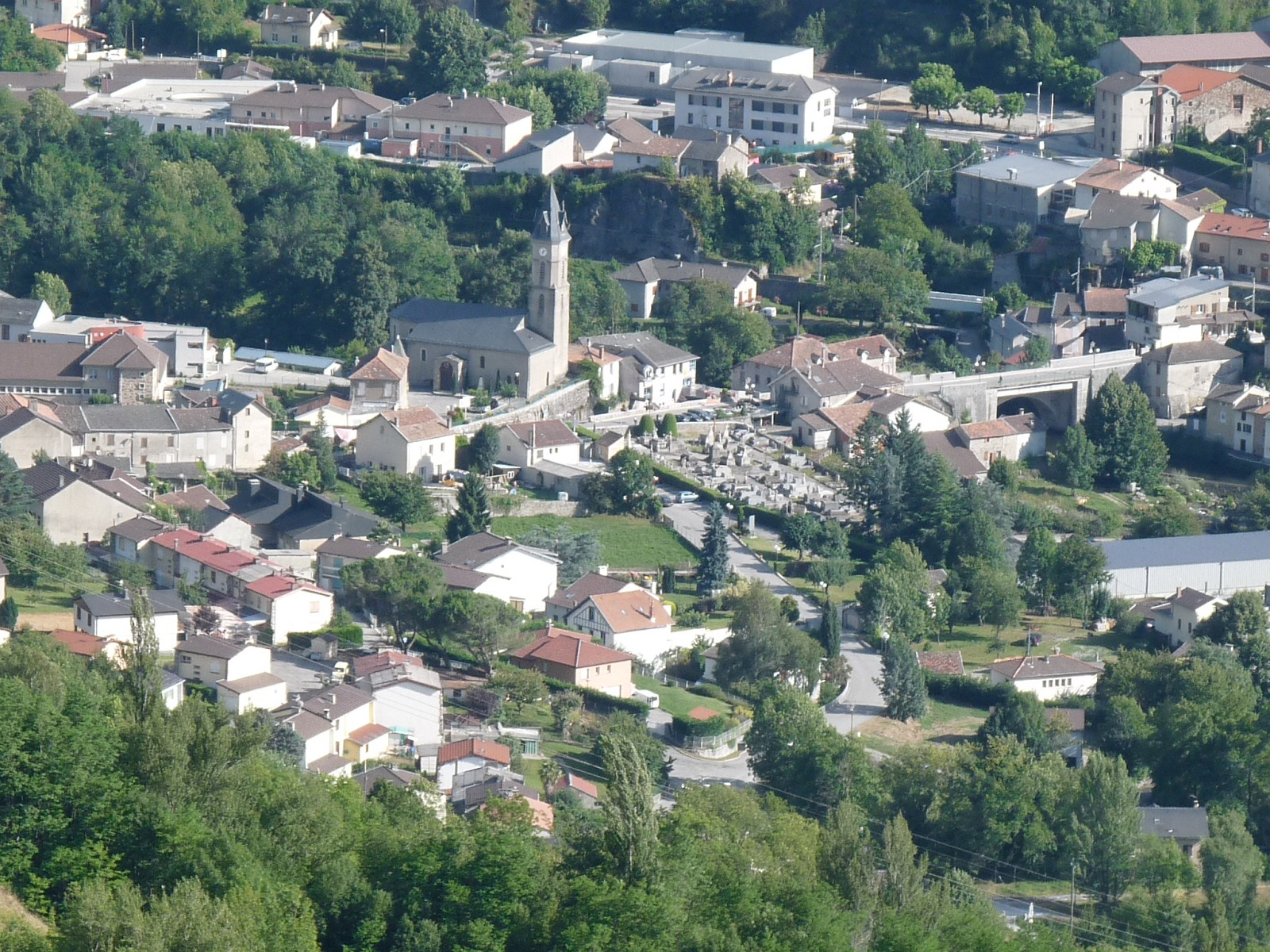
Luzenac et son église, Ariège, France. Vue depuis Lordat

### Personnalités liées à la commune
- Jean Michel (1659-1709), peintre qui a notamment fait une reproduction de l'enluminure des Noces de Cana, né à Luzenac.
- Fabien Barthez (1971-), directeur général du club de football de décembre 2013 à août 2014.

## Pour approfondir